# 迪安·哈查莫維奇
迪安·雅各·哈查莫維奇（英語：Dean Jacob Hachamovitch，/həˈkɑːmoʊvɪtʃ/），曾擔任微軟Internet Explorer團隊副總裁。

## 職業生涯
迪安從哈佛畢業，1990年加入微軟，並擔任線上遊戲服務Zone.com的產品經理。他還曾任職於Microsoft Office部門。後來，他擔任Internet Explorer的團隊的總經理，期間晉升為公司副總裁，2013年11月被調離了團隊，轉向其他未指明的部門工作。2014年12月，從微軟離職。
在微軟期間，迪安曾參與開發多項專利技術，包括自動完成、自動校正和進度動畫。

## 個人生活
迪安·哈查莫維奇於1993年10月與瓊·莫爾斯（Joan Morse）結婚，當時他們都在微軟工作。迪安有三個孩子。